# Эванджелисти, Франка
Франка Эванджелисти (итал. Franca Evangelisti; род. 6 апреля 1935, Рим), также известна как Эви Анджели (итал. Evy Angeli) — итальянская певица и поэтесса.

## Биография
Родилась 6 апреля 1935 года в Риме. Вокальному ремеслу обучалась у известного певца Лино Бенедетто. Начала карьеру певицы в конце 1950-х годов, взяв себе псевдоним Эви Анджели. В 1959 году участвует в фестивале Ди Лукка, также выступает с разными оркестрами, в том числе и джазовыми, к примеру с оркестром пианистки Доры Музумечи она побывала на гастролях в США.
В конце 1960-х годов прекращает выступать в качестве певицы и становится автором песен для лейбла RCA Italiana, здесь она добивается больших успехов, сотрудничая с такими артистами как Пьеро Пентукки, Антонио Коггьо, Клаудио Маттоне, Мишель Джарилло и Дарио Балдан Бембо.
Первый успех к ней пришёл в 1971 году с песней «Tuta blu», которую исполнил Доменико Модуньо. В том же году в передаче «Un disco per l’estate 1971» Мариса Саккетто с песней «Tredici ragioni» соревновалась за победу. Всё в том же году, но уже в конкурсе «Canzonissima» песня «Chitarra suona più piano» в исполнении Николя Ди Бари берёт первый приз. 

## Дискография
Синглы
- 1959 — Come il mare/Questi sono gli uomini (Dischi Royal, QC A 1066)
- 1966 — Il nido/Eppure è facile (Edizioni Paoline, SR 45.77)

## Список песен
Основная статья: Canzoni scritte da Franca Evangelisti  (итал.)